# Broń podręczna

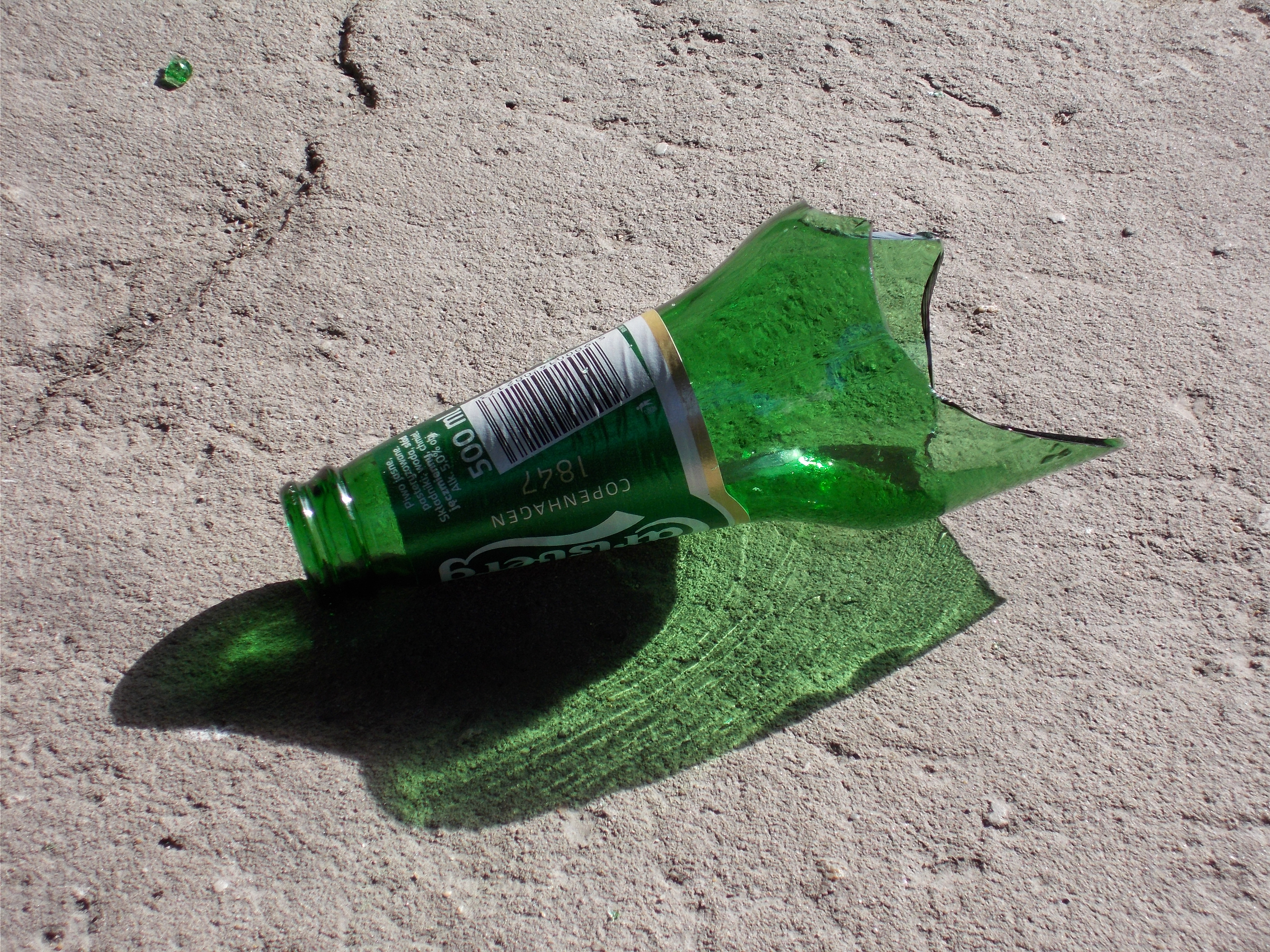
Przykład broni podręcznej – szyjka stłuczonej butelki tzw. tulipan

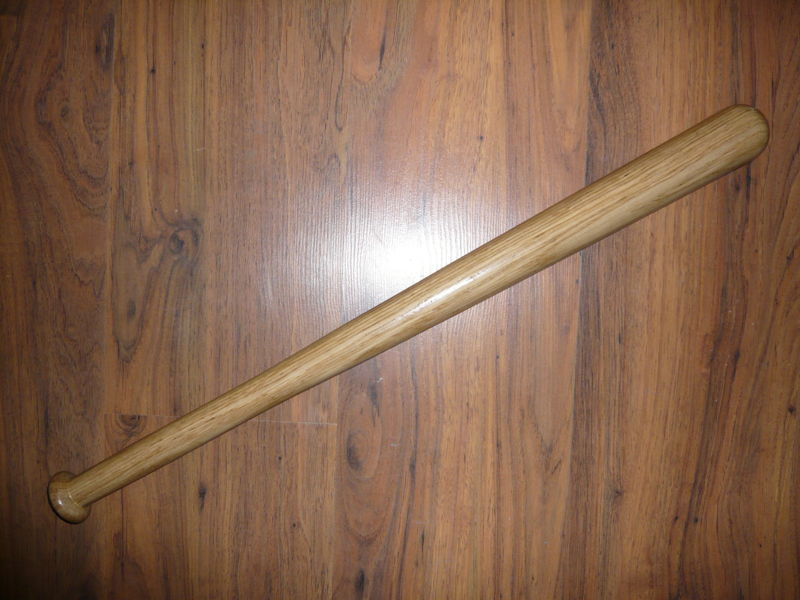
Kij baseballowy – popularna broń podręczna używana przez przestępców w USA i Europie

Broń podręczna – obiekt naturalny lub będący wytworem człowieka, mogący posłużyć do ataku lub obrony niebędący bronią bojową, myśliwską, ćwiczebną ani sportową. Może to być każdy przedmiot mający odpowiedni ciężar, kształt, ostre krawędzie itp.
Z broni tego rodzaju korzysta się na ogół w następujących sytuacjach:
- chwilowy brak dostępu do broni bojowej
- podleganie zakazowi posiadania lub noszenia przy sobie broni bojowej (przyczyny historyczne: np. przynależność do warstwy społecznej, której nie wolno było posiadać broni bojowej; przyczyny współczesne: np. brak odpowiedniej licencji)
- programowe wyrzeczenie się posługiwania bronią bojową, to znaczy taką, która mogłaby w poważny sposób zranić lub zabić napastnika - dokonywane np. przez mnichów, pielgrzymów itp.

Wśród typowych przedmiotów, najchętniej wykorzystywanych jako broń podręczna, można wymienić:
- kamienie, kije, powrozy
- przedmioty codziennego użytku, noszone przy sobie (np. kostur, laska, parasol, wachlarz)
- narzędzia gospodarcze i ogrodnicze (np. noże, pogrzebacz, młotek, cep, siekiera, sierp, kosa, widły, kłonica, butelki, drewniane bale, bosaki, grabie, motyki, wszelkiego rodzaju szpikulce)
  - przedmioty z tej grupy odegrały znaczącą rolę jako broń piechoty chłopskiej i plebejskiej, np. zwłaszcza podczas powstań chłopskich, w okresie wojen husyckich, w obronie miast przez pospólstwo itp.

Takie przedmioty pospolite często bywały odpowiednio adaptowane do celów walki (w ten sposób powstały m.in. maczuga, nunczako, cep bojowy, kosa bojowa, sierp bojowy, widły bojowe). Niektóre z broni podręcznych zyskały tak wysokie uznanie, że stały się pierwowzorem dla typowej broni bojowej, czyli takiej, jaka była na wyposażeniu regularnego wojska lub policji (łatwo też się tego dopatrzyć w przypadku różnego rodzaju broni obuchowej, pałkach policyjnych, sai, tonfa, toporach bojowych, wachlarzach bojowych itd.).